# Møns Klint
Møns Klint på Møn er 7 km lang, op til 128 m høj og strækker sig fra Møn Fyr i syd til Liselund Slotspark i nord. Den blev optaget på UNESCOs verdensarvsliste i 2025. Den er Danmarks højeste klint og er samtidig er en enestående samling af biotoper. Kombinationen af kalksten i undergrunden med et tørt lokalklima og en landbrugsmæssig udnyttelse ved kreaturgræsning, har skabt nogle af Danmarks rigeste overdrev med en biodiversitet, der giver anelser om, hvordan landet kan have set ud, før industrialiseringen af landbruget satte ind.
Møns Klint ændres stadig som følge af nedbrydning. Man kan normalt følge klinten til fods i hele dens udstrækning langs kysten, selv om skred lejlighedsvis skaber naturlige forhindringer. I 1994 omkom en fransk turist under en større sammenstyrtning foran den 100 m høje klint.
På den nordlige side af Østmøn ligger en sti til foden af klinten ved Lilleklint, længere mod syd en sti ved Jydeleje Fald og Store Taler (100 m over havet), igen ved Sandskredsfald , ved Store Klint og den centrale parkeringsplads nær Dronningestolen (128 m), ved Gråryg (108 m) og også ved Møns Fyr på øens sydøstligste hjørne.
Natten til lørdag den 27. januar 2007 skred Store Taler ud for Jydelejet i havet, da fremspringet på klinten kollapsede; sandsynligvis på grund af de store regnmængder, der i de foregående måneder var faldet over Danmark. Kollapset skabte en ca. 300 meter lang halvø foran klinten; ingen mennesker kom til skade ved sammenstyrtningen.
Under en storm i oktober 2023 blev alle fem trapper der førte ned af klinten ødelagt.

## Geologi
Møns Klint består af op til hundrede meter høje kridtaflejringer, der blev dannet i slutningen af kridttiden for ca. 75 millioner år siden. Kridtet kaldes også skrivekridt pga. dets anvendelse til tavlekridt, og det består af skallerne (kokkolitter fra kalkflagellater, en mikroskopisk encellet gulalge, fytoplankton eller nanoplankton), der holdt til i kridttidens tropisk varme havmasser. Kokkolitterne er kalkplader i størrelsen 2-25 mikrometer. Kridtet er altså skabt af biologiske organismer.
I løbet af de istider, der har præget det danske landskab de sidste 100.000 år, har gletsjere skubbet disse kridtlag op af havet, så de dannede de høje klinter ved Møn.
I kridtlaget, hovedsageligt det hårde frem for skrivekridtet, er det muligt at finde utroligt mange efterladenskaber fra forhistoriske mindre havdyr.
Man kan overalt på stranden finde forstenede rygskjold fra blæksprutte og pigge fra søpindsvin. Det er også ret let at finde forsteninger af muslinger, østers og andre skaldyr.

## Natur
På det høje område omkring Møns Klint "Høje Møn" er der 18 forskellige orkideer. De findes fortrinsvist på overdrevene Høvblege og Jydelejet samt i Klinteskoven
I 2001 kom vandrefalken som ynglefugl tilbage til Møns Klint, hvor den har ynglet siden og i de seneste år sammen med par på Stevns og Bornholm

## Turisme
Kridtformationerne på Møns Klint vidner om Danmarks tilblivelse. Når man står på Dronningestolen 130 m over havet, står man samtidig på en del af Danmarks fundament - kalk og kridt. Hvert år tiltrækker området op mod 300.000 turister. Der er flere trapper ned til stranden. 
GeoCenter Møns Klint på Stengårdsvej 8, 4791 Borre, har åbent alle ugens 7 dage fra lørdagen før påske til 31. oktober. Centeret er indrettet med elevatorer mellem de forskellige planer, så kørestolsbrugere og dårligt gående kan komme rundt i huset.
Ved stranden er havet i blå og grønne nuancer, som står i markant kontrast til det hvide kridt og de lysegrønne bøgetræer. Lyset og stemningen skifter udtryk i løbet af året men ikke mindst i løbet af dagen. Man kan normalt følge Møns Klint til fods langs kysten, selv om skred af og til skaber naturlige forhindringer. Fra den 128 m høje Dronningestol er der i klart vejr udsigt over Østersøen til Sverige og Tyskland. 
Der sejles daglig ture fra Klintholm Havn med sejlkutteren Discovery til Møns Klint. Turen varer to timer. 
- Kort fra omkring 1900
- Møns Klint 2005
- Møns Klint: Kik ved Store Taler (2006)
- Møns Klint nov. 2007
- Store Taler efter styrt. Billede fra april 2007

## Møns Klint i kunst
Møns Klint har ofte været et motiv i kunst/maleri.
- C.W. Eckersberg, Udsigt af Møns Klint og Sommerspiret, 1809, Fuglsang Kunstmuseum
- Frederik Sødring, Sommerspiret på Møns Klint. Måneskin, 1831, Statens Museum for Kunst.
- Louis Gurlitt, Sommerspiret,19. århundrede,
- P.C. Skovgaard, Udsigt over havet fra Møens Klint, 1850, Skovgaard Museet.
- Janus la Cour, Sommerspiret på Møn, 1891